# Борисково (Сокольский район)
Борисково — деревня в Сокольском районе Вологодской области.
Входит в состав Пригородного сельского поселения, с точки зрения административно-территориального деления — в Пригородный сельсовет.
Расстояние по автодороге до районного центра Сокола — 19 км, до центра муниципального образования Литеги — 4 км. Ближайшие населённые пункты — Ершово, Васютино, Слобода, Литега.
По переписи 2002 года население — 17 человек.